# 沙江镇
沙江镇，是中华人民共和国福建省宁德市霞浦县下辖的一个乡镇级行政单位。

## 行政区划
沙江镇下辖以下地区：
沙江社区、沙江村、竹江村、涵江村、南屏村、梅洋村、小马村、水潮村、白鹭村、厚首村、围江村、大坪村、浿头村、八堡村、龙湾村、坡头村和炉坑村。